# أرتور غارسيا بورتيو
أرتور غارسيا بورتيو (بالإسبانية: Arturo García Portillo)‏ هو سياسي مكسيكي، ولد في 22 نوفمبر 1966 في المكسيك. حزبياً، نشط في حزب العمل الوطني. وقد انتخب عضو مجلس النواب المكسيك.